# 権煕京
権 煕京（クォン・ヒギョン、朝鮮語: 권 희경、1928年2月19日 - 1998年）は、北朝鮮の政治家。元朝鮮労働党対外情報調査部長、元ソ連大使。

## 経歴
1980年に就任したソ連大使時代、金日成に外国の情報を報告していたことから、1987年の大韓航空機爆破事件の後、1990年に朝鮮労働党対外情報調査部部長に任じられる。
しかし、1998年には韓国で「北風事件」（対峙する韓国情報機関から袖下を貰い、韓国の大統領選挙で保守候補に有利になるよう工作を仕掛けた事件）が発覚するや責任を取らされたが、この時もソ連大使時代の公金横領容疑と合わせて「ソ連のスパイ」容疑でこれまた処刑されている。